# Carlo IV di Lussemburgo
Carlo IV di Lussemburgo (Praga, 14 maggio 1316 – Praga, 29 novembre 1378) è stato re dei Romani dal 1346 al 1378 (come Carlo IV, coronato Sacro Romano Imperatore dal 1355), re di Boemia dal 1346 al 1378 (come Carlo I) e conte di Lussemburgo dal 1346 al 1353. È tuttora considerato uno dei sovrani più popolari e amati nell'attuale Cechia, soprattutto per l'enorme impulso urbanistico, artistico e culturale che diede alla città di Praga, assurta alla dignità di capitale de facto dell'Impero.

## Biografia

### La giovinezza e l'elezione a Re
Carlo, battezzato con il nome di Venceslao, era figlio di Giovanni di Lussemburgo (detto il cieco), re di Boemia dal 1311 al 1346, e di sua moglie Elisabetta, figlia secondogenita di Venceslao II di Boemia, della dinastia dei Přemyslidi.
I Lussemburgo, da molto tempo, intrattenevano buoni contatti con la corte francese, per cui Carlo IV di Francia fu padrino di battesimo per il figlio della coppia reale boema. Dal 1323 al 1331 il ragazzo crebbe a Parigi, dove il re gli assicurò una solida istruzione, fatto insolito per l'epoca. Fu proprio in omaggio a lui che il ragazzo, durante l'adolescenza, cominciò a farsi chiamare Carlo.
Nel 1331 seguì in Italia suo padre Giovanni, impegnato in progetti di grande respiro, anche se il suo tentativo di stabilire un centro di potere della dinastia dei Lussemburgo nell'Italia settentrionale doveva fallire, soprattutto a causa dell'opposizione di alcuni importanti comuni italiani e del Regno di Sicilia. Il rapporto tra Carlo e suo padre fu caratterizzato da ambivalenza e tensioni, che in parte derivavano dagli attriti tra i genitori di Carlo, in parte dalla differenza di temperamento. Giovanni era considerato un carattere cavalleresco ed avventato, mentre Carlo aveva fama di uomo riflessivo, e odiava i tornei, anche nella sua gioventù.
Carlo compose anche un'autobiografia, che però non comprende tutta la sua vita ma solo gli anni della sua infanzia e della sua giovinezza. Da quest'opera apprendiamo che Carlo parlava cinque lingue (latino, tedesco, ceco, francese ed italiano). Nel 1333 fece ritorno in Boemia, e nel 1334 divenne margravio di Moravia. Riuscì a far valere le proprie ragioni nel conflitto che oppose la nobiltà morava al padre. Nel 1335 ebbe un ruolo nel trattato tra il regno di Boemia e quelli di Polonia e Ungheria (aveva partecipato ai negoziati per sostenere le pretese della corona boema al trono in ambedue i regni), e fu al fianco del padre anche durante la crociata lituana. L'8 giugno 1341 Giovanni, divenuto cieco, trasmise a Carlo l'amministrazione del regno, e poco dopo si ritirò completamente dagli affari di Stato.
Nello stesso periodo si acuiva il conflitto tra Ludovico il Bavaro e i suoi nemici nell'impero. Papa Clemente VI, amico d'infanzia di Carlo, appoggiava l'opposizione all'imperatore. Così Carlo, con il sostegno di Baldovino di Lussemburgo, uno dei personaggi più influenti dell'impero, venne eletto anti-re e fu incoronato a Bonn il 26 novembre 1346. Dopo aver ottenuto l'approvazione papale alla sua elezione (approvazione peraltro da lui non richiesta), fece confermare la sua elezione una seconda volta, il 17 giugno 1349, a Francoforte.
Nell'agosto dello stesso anno suo padre era morto nella battaglia di Crécy, cui aveva partecipato anche Carlo, ritirandosi però prima delle fasi decisive per motivi non chiariti. Il 2 settembre 1347 venne incoronato re di Boemia. Ludovico il Bavaro morì poco dopo, dimodoché non si venne ad un conflitto aperto. Ma nel 1349 venne eletto re dei Romani Günther XXI di Schwarzburg.

### I primi anni di regno: rafforzamento del potere, peste e pogrom

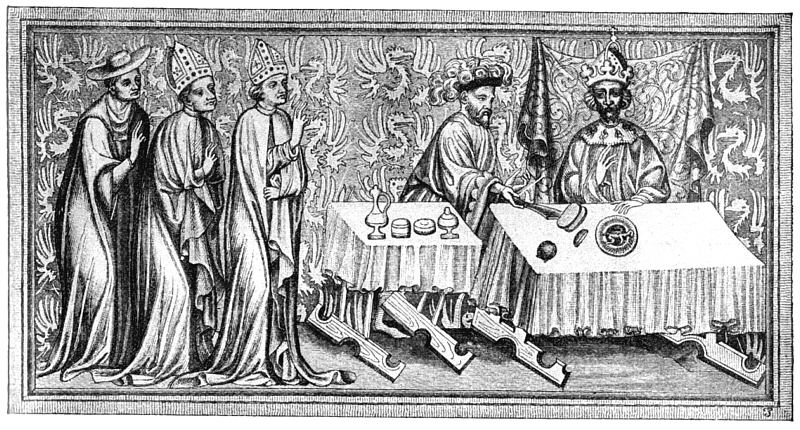
Carlo IV durante il banchetto dell'incoronazione

Carlo non ebbe problemi ad affermarsi contro Günther XXI di Schwarzburg. Già nel maggio 1349 dopo un piccolo episodio militare, il debole contendente rinunciò, con un trattato, al proprio titolo, e poco dopo morì. Quindi giunse ad un accordo con i propri avversari, nel 1348 con gli Asburgo e nel 1350 con i Wittelsbach, non prima di essersi rafforzato, con un accordo matrimoniale con il Conte del Palatinato e con il falso Woldemar, un sedicente discendente della famiglia, una volta potente, degli Ascani, che, in Brandeburgo, creava non pochi problemi ai Wittelsbach. Ora Carlo poteva dedicarsi senza problemi al consolidamento del proprio potere.
Proprio in quel periodo la peste raggiungeva il suo apice. L'epidemia spopolò intere contrade, uccidendo un terzo degli abitanti d'Europa, e il popolo era alla disperata ricerca di una spiegazione. L'idea, completamente assurda, che gli ebrei fossero i propagatori del contagio, venne spesso creduta e strumentalizzata. Carlo fu quantomeno complice dei pogrom avvenuti in Germania nel 1349, anche se, nei propri territori dinastici, gli ebrei vennero protetti. Nell'impero, però, gli ebrei erano sotto la diretta tutela del sovrano, e, a questo scopo, pagavano anche una tassa. Per questo la tolleranza di Carlo rispetto ai pogrom era contraria persino alle concezioni giuridiche dell'epoca. In questo tragico episodio si mostra che Carlo agì per convenienza, preferendo assicurarsi la lealtà delle città nelle quali i pogrom avevano luogo piuttosto che adempiere ai propri doveri di re.

### La politica verso l'Italia e la Francia
Nel 1354-1355 Carlo, accompagnato da un piccolo esercito, discese in Italia. Mentre era in viaggio, investì gli eredi di Spinetta Malaspina il Grande (Gabriele, Guglielmo e Galeotto) del titolo di Marchesi di Fosdinovo. Ciò sancì il trasferimento della sede dell'ufficio del vicario imperiale da San Miniato al Tedesco (conquistata nel corso del XIV secolo da Firenze) a Fosdinovo, con i Malaspina che ne assunsero la carica ereditaria fino alla fine dell'Ancien Régime.
Si fece quindi incoronare Re d'Italia il giorno dell'Epifania del 1355, il pomo gli fu consegnato dall'arcivescovo di Milano Roberto Visconti e fu consacrato dal vescovo di Bergamo Lanfranco de Saliverti. Il 5 aprile, a Roma, Pierre Bertrand, incaricato da papa Innocenzo VI, lo incoronò imperatore. Poco dopo lasciò la penisola, senza essere riuscito a mettere ordine nella situazione, anche se i lauti versamenti ottenuti da numerosi comuni gli consentirono di trarre un guadagno almeno finanziario dalla spedizione, e, contemporaneamente, era riuscito ad ottenere l'incoronazione ad Imperatore senza spargimento di sangue. Inoltre l'imperatore riuscì a portare a Praga un gran numero di reliquie, Padova dovette cedergli la testa di San Luca, Feltre quella di San Vittore, mentre Pavia consegnò all'imperatore le ossa di San Vito. Ciononostante l'atteggiamento di Carlo rispetto alla Chiesa fu tale che Guglielmo di Ockham lo definì rex clericorum, accusa senz'altro ingiusta, ma che mette a fuoco la politica ecclesiastica di Carlo, decisamente volta alla ricerca di un accordo con il papa.
La prima spedizione italiana non ebbe conseguenze di rilievo, al pari della seconda, nel 1368-69, con la quale si proponeva di ottenere il ritorno di papa Urbano V dalla cattività avignonese. La sua politica italiana fu in gran parte inefficace. L'incoronazione a Imperatore era stata un risultato per lui sufficiente. Incassò ingenti somme dai comuni, concedendo in cambio privilegi, e per il resto non si immischiò nelle faccende italiane. Per questo il suo comportamento venne definito dai contemporanei (come per esempio Matteo Villani e Francesco Petrarca da lui comunque nominato nel 1356 conte palatino) quello di un mercante. 

In occasione della seconda discesa in Italia Carlo rese la libertà a Lucca facendone una città libera dell'Impero e dando così inizio alla storia moderna della Repubblica di Lucca. Carlo rinunciò alla politica universalistica del nonno, Enrico VII, per perseguire una politica imperiale basata sul rafforzamento dinastico. In ogni caso riuscì ad ottenere che la sua posizione di Imperatore fosse riconosciuta dalle città di Milano e di Firenze, e in Italia non rinunciò ad alcuna prerogativa imperiale.
Ad occidente Carlo non fece praticamente nulla per ostacolare la politica espansionistica del Regno di Francia, con la cui corte intratteneva cordiali rapporti. Al contrario, egli rinunciò alla signoria imperiale su Avignone, e nel 1378 rinunciò al vicariato imperiale sul Regno di Borgogna, in modo da poter proseguire la propria politica nell'Impero senza influenze esterne. Ciò non servì a frenare l'espansionismo francese, anche se nel 1361 Ginevra e la Savoia vennero scorporate dal Regno di Borgogna e incorporate direttamente nell'Impero.

### La Bolla d'oro e la politica in Germania

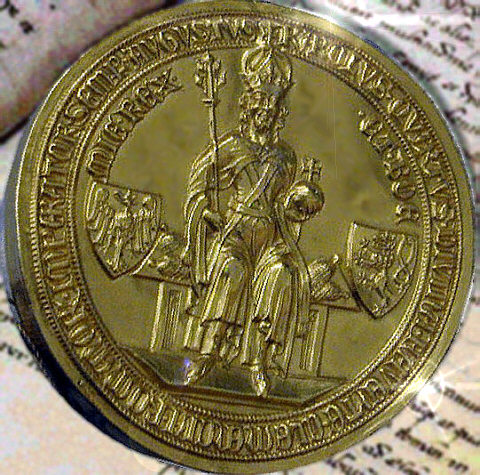
La Bolla d'oro

Nel 1354 era morto Baldovino di Lussemburgo, zio e più importante alleato dell'imperatore nella parte occidentale dell'impero. Il passo più gravido di conseguenze nella sua azione governativa, l'emanazione della Bolla d'oro (1356), fu possibile solamente dopo faticose trattative. La bolla regolava, tra l'altro, la procedura per l'elezione dell'imperatore, fissando numero e nome dei quattro principi laici (il duca di Sassonia, il conte palatino del Reno, il margravio del Brandeburgo e il re di Boemia) e di tre ecclesiastici (gli arcivescovi di Magonza, Treviri e Colonia) demandati all'elezione del re dei Romani, carica che venne automaticamente connessa a quella imperiale. La Bolla, che fissava così regole codificate per l'elezione imperiale, fino a quel tempo regolata dalla consuetudine, divenne per questo un fondamento costituzionale dell'Impero, e rimase come tale in vigore sino al suo scioglimento nel 1806. Per alcuni rappresenta un successo per Carlo, per altri la riuscita del tentativo dei principi elettori di mettere chiari limiti all'egemonia del sovrano. Gli eventi successivi hanno dimostrato che la bolla venne impiegata per avvantaggiare, di volta in volta, i principi elettori, o, a seconda delle circostanze, l'imperatore. Effetto degno di nota del decreto fu indubbiamente un ridimensionamento delle pretese universalistiche in precedenza connesse con la corona imperiale, per la quale non divenne più indispensabile ottenere l'approvazione papale; venne inoltre abolito il diritto papale al vicariato imperiale.
Il figlio maggiore di Carlo Venceslao, dal 1363 re di Boemia, venne eletto Re dei Romani il 10 giugno 1376, quando Carlo era ancora in vita. La Bolla d'oro non prevedeva un'eventualità del genere, che d'altronde non era nemmeno esplicitamente vietata. Carlò riuscì in questo modo, attraverso una politica veramente astuta, ad imporre l'elezione del figlio, anche se fu costretto ad acquistare con somme enormi il voto degli altri principi elettori (ma l'impiego del denaro era un metodo da lui comunemente usato per raggiungere i propri obiettivi). Sino allo scioglimento dell'impero la successione dinastica dei Lussemburgo prima e degli Asburgo dopo (imparentati con i Lussemburgo), venne interrotta soltanto dall'elezione dei Wittelsbach Ruperto e di Carlo VII (1742 - 1745).
Al nord Carlo ebbe una particolare attenzione per la Lega anseatica, e fu il primo imperatore a visitare Lubecca dopo Federico Barbarossa (1375). Anche la città di Norimberga ebbe un ruolo importante nella politica di Carlo, volta in questo caso a istituire un paese imperiale in questa regione. Ad oriente (Polonia e Ungheria) Carlo perseguì principalmente obiettivi volti a rafforzare la propria dinastia.
Carlo morì nello stesso anno in cui ebbe luogo lo scisma d'occidente (1378). L'imperatore, personalmente molto devoto, aveva cercato sempre di evitare conflitti con il papato e, di fronte a questi avvenimenti, non ebbe modo d'intervenire e si decise infine per la fedeltà al papa di Roma.

### Carlo re di Boemia

Banconota della Repubblica Ceca da 100 corone (fronte) raffigurante il volto di Carlo IV

Quando, nel 1344, la diocesi di Praga venne elevata a sede arcivescovile, Carlo diede inizio alla costruzione della Cattedrale di San Vito per mano di Peter Parler, nel 1348. Nel 1348, l'imperatore fondò l'Università Carolina, la più antica della Repubblica Ceca, che prese appunto il suo nome (Karlova Univerzita), ed abbellì la città: costruzione del Ponte Carlo, estensione delle fortificazioni per inglobare la Città Nuova, gli affreschi gotici realizzati da Teodorico al Castello di Karlstejn. Il XIV secolo fu la prima età dell'oro artistica per la Boemia (âge d'or de la Bohême).
Durante il suo regno, Carlo IV, re mecenate, riunì a Praga artisti da tutta Europa che realizzarono miniature o dipinti su legno (Nicolas Wurmser). Fu in rapporto anche con Francesco Petrarca, che si recò a Praga nell'estate del 1356. Petrarca scrisse riferendosi a Praga: "Ego vero nichil barbarum minus, nichil humanum magis profiteor me vidisse quam Cesarem et aliquot circa eum summos viros, [...] mites et affabiles, etiam si Athenis athicis nati essent" (Familares XXI, 1), cioè: "Confesso di non aver mai veduto niente di meno barbaro, niente di più civile di Cesare e di alcuni di quei sommi uomini intorno a lui, [...] cortesi e affabili come se fossero nati in Atene attica".

Banconota della Repubblica Ceca da 100 corone (retro) raffigurante il sigillo dell'Università di Praga

Durante il suo regno Praga venne elevata ad uno dei più importanti centri culturali e spirituali dell'epoca, oltre che a capitale de facto dell'Impero (una targa all'interno del vecchio municipio recita Praga caput regnii). Altre città che conobbero una fioritura sotto il regno di Carlo furono Francoforte e Norimberga. La sua cancelleria ebbe un ruolo importante nell'evoluzione della lingua tedesca, oltre a rappresentare un passo importante nel miglioramento della rudimentale amministrazione imperiale.
Durante il suo regno avvenne la definitiva annessione della Slesia alla Boemia (Trattato di Namslau, 1348). Ma il regno di Carlo non registra unicamente successi: il suo Landfrieden (Maiestas Carolina) fallì di fronte all'opposizione della nobiltà locale.

### Politica dinastica
Carlo ebbe senz'altro un grande successo nella sua politica volta a rafforzare la propria dinastia. Si assicurò il controllo definitivo della Slesia (1368). Nel 1373 riuscì a ottenere il potere nel Brandeburgo, ed in questo modo la sua casata ottenne un secondo voto nel collegio dei principi elettori. Il matrimonio di suo figlio Sigismondo con l'erede di Ludovico I d'Ungheria assicurò ai Lussemburgo anche questo regno. Non riuscì però ad impadronirsi della Polonia.
Per rafforzare il potere della propria casata Carlo non esitava a cedere o a dare in pegno beni imperiali (come nel caso della Borgogna). Questa tattica era in parte dovuta alla cronica mancanza di fondi di Carlo (per assicurarsi l'elezione era stato costretto a pagare somme ingentissime ai principi elettori), in parte anche alla sua politica dinastica. Dopo Carlo, ogni imperatore dovette fare affidamento in primo luogo alla potenza della propria casata. Quella dei Lussemburgo era divenuta quasi inattaccabile. Ma ciononostante la politica paterna rappresentò una grave ipoteca per suo figlio Sigismondo, che, al di fuori della sfera d'influenza dei Lussemburgo, non disponeva di un potere sufficiente o di beni imperiali rilevanti.
Il medievalista tedesco Bernd Schneidmüller inserisce Carlo IV nella sua lista dei "re-conti", gli imperatori romani dei secoli XIV e XV anteriori al definitivo passaggio del titolo imperiale alla Casa d'Asburgo.

### La morte di Carlo IV
Il corpo di Carlo IV, dopo la sua morte, venne esposto per 11 giorni nel Castello di Praga. Le cerimonie per il funerale durarono quattro giorni, durante i quali i corpo venne trasportato attraverso la città di Praga, in un corteo di 7000 persone. Per due giorni ancora le spoglie mortali dell'imperatore furono accessibili alla cittadinanza, nel convento di S. Giacomo e nella Chiesa della Vergine Maria. I funerali vennero celebrati, alla presenza dell'intera corte, dall'arcivescovo di Praga assistito dal altri sette vescovi.

## Matrimoni e discendenza
Carlo si sposò quattro volte.
La sua prima moglie fu Bianca di Valois, sorellastra di Filippo VI di Francia dalla quale ebbe tre figli:
- un figlio maschio nato nel 1334
- Margherita, moglie di Luigi I di Ungheria e
- Caterina, che sposò prima Rodolfo IV d'Asburgo, poi Ottone V di Baviera;

In seconde nozze sposò Anna di Baviera, figlia del conte palatino Rodolfo II di Baviera, dalla quale ebbe:
- Venceslao (1350-51)

Nel 1353 sposò poi Anna di Schweidnitz, figlia del duca di Schweidnitz-Jauer Enrico II, che gli diede tre figli:
- Venceslao successore di Carlo come imperatore e re di Boemia
- Elisabetta, che sposò Alberto III d'Asburgo
- un maschio (nato e morto l'11 luglio 1362)

Nel 1363, sposò Elisabetta di Pomerania, figlia di Boghislao V di Pomerania e di Elisabetta, figlia a sua volta di Casimiro III di Polonia, dalla quale ebbe:
- Anna, andata sposa a Riccardo II d'Inghilterra,
- Sigismondo, imperatore, re di Boemia e Ungheria e margravio di Brandeburgo,
- Giovanni, successivamente margravio di Moravia e duca di Görlitz, che sposò Riccarda Caterina di Svezia. La sua unica figlia ed erede fu Duchessa di Lussemburgo;
- Margherita, che andò sposa a Giovanni III, burgravio di Norimberga.
- Enrico (1377–78)

## Ascendenza
|                           |                       |                         | Genitori                |  |  | Nonni |  |  | Bisnonni                 |  |  | Trisnonni               |  |
|                           |                       |                         |                         |  |  |       |  |  | Enrico VI di Lussemburgo |  |  | Enrico V di Lussemburgo |  |
|                           |                       |                         |                         |  |  |       |  |  | Enrico VI di Lussemburgo |  |  | Enrico V di Lussemburgo |  |
|                           |                       | Marguerite di Bar       |                         |  |  |       |  |  | Enrico VI di Lussemburgo |  |  |                         |  |
| Enrico VII di Lussemburgo |                       |                         |                         |  |  |       |  |  | Enrico VI di Lussemburgo |  |  |                         |  |
|                           |                       | Beatrice d'Avesnes      | Baudoin d'Avesnes       |  |  |       |  |  |                          |  |  |                         |  |
|                           |                       | Beatrice d'Avesnes      | Baudoin d'Avesnes       |  |  |       |  |  |                          |  |  |                         |  |
|                           |                       | Beatrice d'Avesnes      | Félicité de Coucy       |  |  |       |  |  |                          |  |  |                         |  |
| Giovanni I di Boemia      |                       | Beatrice d'Avesnes      |                         |  |  |       |  |  |                          |  |  |                         |  |
|                           |                       | Giovanni I di Brabante  | Enrico III di Brabante  |  |  |       |  |  |                          |  |  |                         |  |
|                           |                       | Giovanni I di Brabante  | Enrico III di Brabante  |  |  |       |  |  |                          |  |  |                         |  |
|                           |                       | Giovanni I di Brabante  | Alice di Borgogna       |  |  |       |  |  |                          |  |  |                         |  |
| Margherita di Lussemburgo |                       | Giovanni I di Brabante  |                         |  |  |       |  |  |                          |  |  |                         |  |
|                           |                       | Marguerite di Dampierre | Guido di Dampierre      |  |  |       |  |  |                          |  |  |                         |  |
|                           |                       | Marguerite di Dampierre | Guido di Dampierre      |  |  |       |  |  |                          |  |  |                         |  |
|                           |                       | Marguerite di Dampierre | Matilda di Béthune      |  |  |       |  |  |                          |  |  |                         |  |
| Carlo IV di Lussemburgo   |                       | Marguerite di Dampierre |                         |  |  |       |  |  |                          |  |  |                         |  |
|                           | Ottocaro II di Boemia | Venceslao I di Boemia   |                         |  |  |       |  |  |                          |  |  |                         |  |
|                           | Ottocaro II di Boemia | Venceslao I di Boemia   |                         |  |  |       |  |  |                          |  |  |                         |  |
|                           | Ottocaro II di Boemia | Cunegonda di Svevia     |                         |  |  |       |  |  |                          |  |  |                         |  |
| Venceslao II di Boemia    | Ottocaro II di Boemia |                         |                         |  |  |       |  |  |                          |  |  |                         |  |
|                           |                       | Cunegonda di Slavonia   | Rostislav Michajlovič   |  |  |       |  |  |                          |  |  |                         |  |
|                           |                       | Cunegonda di Slavonia   | Rostislav Michajlovič   |  |  |       |  |  |                          |  |  |                         |  |
|                           |                       | Cunegonda di Slavonia   | Anna d'Ungheria         |  |  |       |  |  |                          |  |  |                         |  |
| Eliška di Boemia          |                       | Cunegonda di Slavonia   |                         |  |  |       |  |  |                          |  |  |                         |  |
|                           |                       | Rodolfo I d'Asburgo     | Alberto IV il Saggio    |  |  |       |  |  |                          |  |  |                         |  |
|                           |                       | Rodolfo I d'Asburgo     | Alberto IV il Saggio    |  |  |       |  |  |                          |  |  |                         |  |
|                           |                       | Rodolfo I d'Asburgo     | Heilwig di Kiburg       |  |  |       |  |  |                          |  |  |                         |  |
| Guta d'Asburgo            |                       | Rodolfo I d'Asburgo     |                         |  |  |       |  |  |                          |  |  |                         |  |
|                           |                       | Gertrude di Hohenberg   | Burcardo V di Hohenberg |  |  |       |  |  |                          |  |  |                         |  |
|                           |                       | Gertrude di Hohenberg   | Burcardo V di Hohenberg |  |  |       |  |  |                          |  |  |                         |  |
|                           |                       | Gertrude di Hohenberg   | Matilde di Tubinga      |  |  |       |  |  |                          |  |  |                         |  |
|                           |                       | Gertrude di Hohenberg   |                         |  |  |       |  |  |                          |  |  |                         |  |